# Franz Eiblhuber
Franz Eiblhuber (* 7. Dezember 1891 in Pötting, Oberösterreich; † 4. Mai 1950 in Linz) war ein österreichischer Priester, Lehrer und Landtagsabgeordneter.

## Leben
Franz Eiblhuber studierte katholische Theologie und wurde 1914 zum Priester geweiht. Ab 1915 war er Kooperator in Natternbach und Leonding, anschließend studierte er von 1917 bis 1921 Geographie und Geschichte an der Universität Innsbruck und unterrichtete dann am Bischöfliches Gymnasium Petrinum in Linz. 1931 wurde er dort Gymnasialdirektor und Regens und blieb es – mit Ausnahme der Jahre zwischen 1938 und 1946 – bis zu seinem Tode. Von 1939 bis 1946 war Eiblhuber Stadtpfarrer in Grieskirchen.
Seit 1918 war er Mitglied der katholischen Studentenverbindung AV Austria Innsbruck.

## Politik
Zwischen 1934 und 1938 war Eiblhuber Landtagsabgeordneter (Vertreter der kulturellen Gemeinschaften) und zeichnete sich hier als blendender Redner aus. Für seine Verdienste wurde er vielfach ausgezeichnet: Geistlicher Rat (1931), Konsistorialrat, Studienrat (1934), Päpstlicher Hausprälat (1950), Ehrenbürger von Pötting.